# Demi de Jong
Demi de Jong née le 11 février 1995 à Ossendrecht, est une coureuse cycliste néerlandaise. C'est la sœur cadette de Thalita de Jong. Elle est membre de l'équipe Boels-Dolmans.

## Biographie

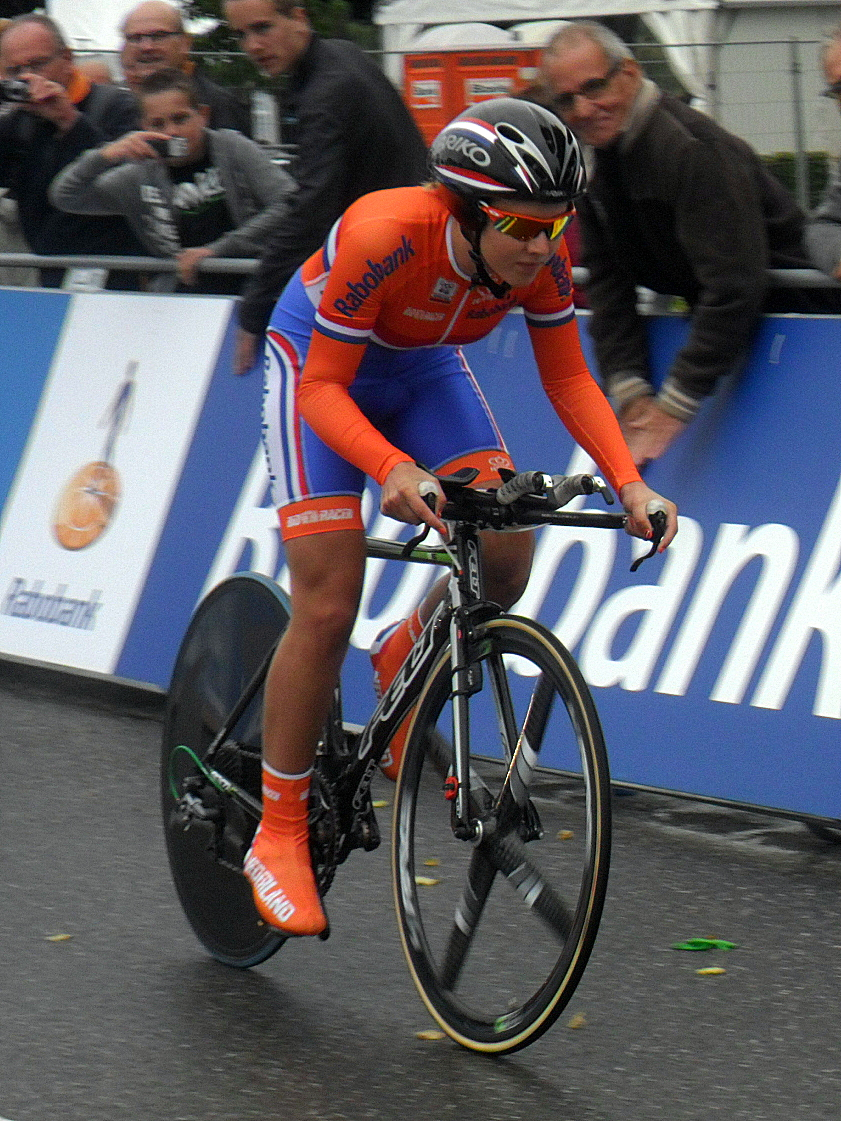
Au championnat du monde sur route juniors 2012

Son père est coureur cycliste amateur. Elle pratique de nombreux sports dans sa jeunesse, mais ne persiste jamais. Ce n'est qu'à seize ans qu'elle ne commence réellement le cyclisme sur l'exemple de sa sœur. En juniors, elle obtient notamment la médaille de bronze au championnat du monde du contre-la-montre juniors. Elle fait alors partie du club Dura Vermeer.
En 2015, elle devient la première championne des Pays-Bas sur route espoirs.

## Palmarès sur route

### Palmarès par années
- 2012
  - 2e du championnat des Pays-Bas du contre-la-montre juniors
  -  Médaillée de bronze du championnat du monde du contre-la-montre juniors
- 2013
  - 2e du championnat des Pays-Bas du contre-la-montre juniors
- 2015
  -  Championne des Pays-Bas sur route espoirs
  - 6e du championnat d'Europe sur route espoirs
- 2019
  - 3e du Samyn des Dames

### Classements mondiaux
| Année                                 | 2014 | 2015 | 2016 | 2017 | 2018 | 2019 |
| ------------------------------------- | ---- | ---- | ---- | ---- | ---- | ---- |
| Classement UCI                        | 425e | 158e | 141e | 124e | 163e | 287e |
| UCI World Tour                        |      |      | nc   | 108e | 155e | 156e |
|                                       |      |      |      |      |      |      |
| Légende : nc = non classéSource : UCI |      |      |      |      |      |      |